# Révolte du Caire
Campagne d'Égypte
Batailles
Guerre de la Deuxième Coalition
- St George's Caye (navale) (09-1798)
- Nicopolis (10-1798)
- Corfou (11-1798)
- Copenhague (navale) (04-1801)
- Algésiras (navale) (06-1801)

Campagne de Hollande
- Callantsoog (08-1799)
- Vlieter (08-1799)
- Zyp (09-1799)
- Bergen (09-1799)
- Alkmaar (10-1799)
- Castricum (10-1799)

Campagne de Suisse
- Ostrach (03-1799)
- Feldkirch (03-1799)
- 1re Stockach (03-1799)
- Frauenfeld (05-1799)
- Winterthour (05-1799)
- 1re Zurich (06-1799)
- Schwytz (08-1799) (en)
- Amsteg (08-1799)
- Saint-Gothard (09-1799)
- 2e Zurich (09-1799)
- Linth (09-1799)
- Muten (10-1799) (ru)
- Engen (05-1800)
- 2e Stockach (05-1800)
- Moesskirch (05-1800)
- Biberach (05-1800)
- Erbach (05-1800)
- Höchstädt (06-1800)
- Ampfing (12-1800)
- Hohenlinden (12-1800)

Campagne d'Égypte
- Malte 1 (06-1798)
- Malte 2 (06-1798)
- Alexandrie (07-1798)
- Chebreiss (07-1798)
- Pyramides (07-1798)
- 1re Aboukir (08-1798)
- Salheyeh (08-1798)
- Malte 3 (09-1798)
- Sédiman (10-1798)
- Caire (10-1798)
- Samanouth (01-1799)
- El Arish (02-1799)
- Syène (02-1799)
- Jaffa (03-1799)
- Saint-Jean-d'Acre (03-1799)
- Mont-Thabor (04-1799)
- 2e Aboukir (07-1799)
- Damiette (11-1799)
- Héliopolis (03-1800)
- 3e Aboukir (03-1801)
- Mandora (03-1801)
- Canope (03-1801)
- Fort Jullien (04-1801)
- Le Caire (06-1801)
- Alexandrie (08-1801)

2e Campagne d'Italie
- Vérone (03-1799)
- Magnano (04-1799)
- Cassano (04-1799)
- Mantoue (04-1799)
- Bassignana (05-1799)
- 1re Marengo (05-1799) (en)
- Modène (06-1799) (en)
- Trebbia (06-1799)
- 2e Marengo (06-1799) (en)
- Novi 1 (08-1799)
- Rome (09-1799)
- Mannheim (09-1799) (en)
- Novi 2 (10-1799) (en)
- Genola (11-1799)
- Gênes (04-1800)
- Sassello (04-1800) (en)
- Fort Bard (05-1800)
- Verceil (05-1800)
- Turbigo (05-1800)
- Montebello (06-1800)
- 3e Marengo (06-1800)
- Pozzolo (12-1800)

La révolte du Caire est un épisode de la campagne d’Égypte menée par le général Napoléon Bonaparte. Elle oppose les Français aux Égyptiens. La révolte se déroule le 21 octobre 1798.
Cette ville est prise par les Français le 5 thermidor an VI, et Bonaparte y établit le siège du gouvernement républicain pendant la campagne d’Égypte. Bonaparte organise le pays et crée un conseil formé d’oulémas et de notables qui tente de mieux répartir l’impôt foncier en exigeant des titres de propriété. Ces dispositions, si étrangères aux usages, provoquent le 21 octobre 1798 (30 vendémiaire) le soulèvement populaire des habitants de la ville, sous le prétexte qu’ils sont trop imposés.
Ayant perdu 800 soldats, dont le général Dupuy ainsi que son aide de camp préféré, le Polonais Joseph Sulkowski, Bonaparte répond le lendemain avec férocité. Les insurgés y sont littéralement écrasés et vaincus après avoir perdu 5 à 6 000 hommes. Bien que Sulkowski ait été son aide de camp préféré, Bonaparte l'a missionné pour cette mission tout en ignorant ses blessures récentes. Hortensius de Saint-Albin décrit très bien ce sentiment de crainte vis-à-vis d'un concurrent potentiel.

## Sources
- Alain Pigeard, Dictionnaire des batailles de Napoléon : 1796-1815, Paris, Tallandier, coll. « Bibliothèque napoléonienne », 2004, 1022 p. (ISBN 978-2-84734-073-0, OCLC 56682121)